# Fletxa Brabançona 2020
La Fletxa Brabançona 2020 va ser la 60a edició de la Fletxa Brabançona. Es disputà el 7 d'octubre de 2020 sobre un recorregut de 197  km amb sortida a Lovaina i arribada a Overijse. La cursa formava part de l'UCI ProSeries amb una categoria 1.Pro.
El vencedor final fou el francès Julian Alaphilippe (Deceuninck-Quick Step), que s'imposà a l'esprint als seus dos companys d'escapada, el neerlandès Mathieu van der Poel (Alpecin-Fenix) i Benoît Cosnefroy (AG2R La Mondiale), segon i tercer respectivament.

## Equips
L'organització convidà a 25 equips a prendre part en aquesta edició de la Fletxa Brabançona.
| WorldTeams (15)- Deceuninck-Quick Step - Lotto Soudal - AG2R La Mondiale - Astana - Bahrain McLaren - Bora-Hansgrohe - CCC Team - Cofidis - Ineos Grenadiers - Israel Start-Up Nation - Mitchelton-Scott - NTT Pro Cycling - Team Sunweb - Trek-Segafredo - UAE Team Emirates ProTeams (10)- Alpecin-Fenix - Sport Vlaanderen-Baloise - Circus-Wanty Gobert - Bingoal-Wallonie Bruxelles - Arkéa-Samsic - B&B Hotels-Vital Concept p/b KTM - Gazprom-RusVelo - Team Novo Nordisk - Riwal Securitas - Total Direct Énergie |
| |

## Classificació final
| \| Classificació general \| Classificació general \| Classificació general \| Classificació general \| Classificació general \| \| Corredor \| Corredor \| Equip \| Temps \| \| \| --------------------- \| --------------------- \| --------------------- \| --------------------- \| --------------------- \| \| 1r \| Julian Alaphilippe \| Deceuninck-Quick Step \| 4h 36' 52" \| \| \| 2n \| Mathieu van der Poel \| Alpecin-Fenix \| + 0" \| \| \| 3r \| Benoît Cosnefroy \| AG2R La Mondiale \| + 0" \| \| \| 4t \| Sonny Colbrelli \| Bahrain McLaren \| + 13" \| \| \| 5è \| Warren Barguil \| Arkéa-Samsic \| + 13" \| \| \| 6è \| Michał Kwiatkowski \| Ineos Grenadiers \| + 13" \| \| \| 7è \| Andrea Bagioli \| Deceuninck-Quick Step \| + 13" \| \| \| 8è \| Anthony Turgis \| Total Direct Énergie \| + 13" \| \| \| 9è \| Alessandro Covi \| UAE Team Emirates \| + 13" \| \| \| 10è \| Dries Devenyns \| Deceuninck-Quick Step \| + 13" \| \| |                      |                       |            |
| |                      |                       |            |
| Font: ProCyclingStats |                      |                       |            |
| Classificació general |                      |                       |            |
| Corredor | Corredor             | Equip                 | Temps      |
| 1r | Julian Alaphilippe   | Deceuninck-Quick Step | 4h 36' 52" |
| 2n | Mathieu van der Poel | Alpecin-Fenix         | + 0"       |
| 3r | Benoît Cosnefroy     | AG2R La Mondiale      | + 0"       |
| 4t | Sonny Colbrelli      | Bahrain McLaren       | + 13"      |
| 5è | Warren Barguil       | Arkéa-Samsic          | + 13"      |
| 6è | Michał Kwiatkowski   | Ineos Grenadiers      | + 13"      |
| 7è | Andrea Bagioli       | Deceuninck-Quick Step | + 13"      |
| 8è | Anthony Turgis       | Total Direct Énergie  | + 13"      |
| 9è | Alessandro Covi      | UAE Team Emirates     | + 13"      |
| 10è | Dries Devenyns       | Deceuninck-Quick Step | + 13"      |

## Llista de participants
| Alpecin-Fenix AFC | Alpecin-Fenix AFC                 | Alpecin-Fenix AFC |
| ----------------- | --------------------------------- | ----------------- |
| Núm               | Ciclista                          | Pos               |
| 1                 | Mathieu van der Poel (NED) (ruta) | 2n                |
| 2                 | Dries De Bondt (BEL) (ruta)       | 50è               |
| 3                 | Alexander Krieger (GER)           | 105è              |
| 4                 | Kristian Sbaragli (ITA)           | 20è               |
| 5                 | Scott Thwaites (GBR)              | DNF               |
| 6                 | Petr Vakoč (CZE)                  | 39è               |
| 7                 | Otto Vergaerde (BEL)              | DNF               |

| Deceuninck-Quick Step DQT | Deceuninck-Quick Step DQT       | Deceuninck-Quick Step DQT |
| ------------------------- | ------------------------------- | ------------------------- |
| Núm                       | Ciclista                        | Pos                       |
| 11                        | Julian Alaphilippe (FRA) (ruta) | 1r                        |
| 12                        | Andrea Bagioli (ITA)            | 7è                        |
| 13                        | Dries Devenyns (BEL)            | 10è                       |
| 14                        | Ian Garrison (USA)              | DNF                       |
| 15                        | Zdeněk Štybar (CZE)             | 74è                       |
| 16                        | Jannik Steimle (GER)            | 103è                      |
| 17                        | Mauri Vansevenant (BEL)         | 66è                       |

| Lotto-Soudal LTS | Lotto-Soudal LTS         | Lotto-Soudal LTS |
| ---------------- | ------------------------ | ---------------- |
| Núm              | Ciclista                 | Pos              |
| 21               | Tim Wellens (BEL)        | 49è              |
| 22               | Jasper De Buyst (BEL)    | 19è              |
| 23               | John Degenkolb (GER)     | 31è              |
| 24               | Stan Dewulf (BEL)        | 11è              |
| 25               | Rémy Mertz (BEL)         | DNF              |
| 26               | Tosh Van der Sande (BEL) | 48è              |
| 27               | Brent Van Moer (BEL)     | 56è              |

| AG2R La Mondiale ALM | AG2R La Mondiale ALM      | AG2R La Mondiale ALM |
| -------------------- | ------------------------- | -------------------- |
| Núm                  | Ciclista                  | Pos                  |
| 31                   | Romain Bardet (FRA)       | 27è                  |
| 32                   | Clément Champoussin (FRA) | 43è                  |
| 33                   | Clément Chevrier (FRA)    | DNF                  |
| 34                   | Benoît Cosnefroy (FRA)    | 3r                   |
| 35                   | Dorian Godon (FRA)        | 17è                  |
| 36                   | Mathias Frank (SUI)       | DNF                  |
| 37                   | Anthony Jullien (FRA)     | 104è                 |

| Astana AST | Astana AST                  | Astana AST |
| ---------- | --------------------------- | ---------- |
| Núm        | Ciclista                    | Pos        |
| 41         | Laurens De Vreese (BEL)     | DNF        |
| 43         | Danil Fominikh (KAZ)        | 99è        |
| 44         | Omar Fraile Matarranz (ESP) | 23è        |
| 45         | Ievgueni Guiditx (KAZ)      | 110è       |
| 47         | Nikita Stalnow (KAZ)        | DNF        |

| Bahrain McLaren TBM | Bahrain McLaren TBM             | Bahrain McLaren TBM |
| ------------------- | ------------------------------- | ------------------- |
| Núm                 | Ciclista                        | Pos                 |
| 51                  | Dylan Teuns (BEL)               | 12è                 |
| 52                  | Sonny Colbrelli (ITA)           | 4t                  |
| 53                  | Luka Pibernik (SLO)             | DNF                 |
| 54                  | Kevin Inkelaar (NED)            | DNF                 |
| 55                  | Stephen Williams (GBR)          | DNF                 |
| 56                  | Wout Poels (NED)                | 65è                 |
| 57                  | Santiago Buitrago Sánchez (COL) | 91è                 |

| Bora-Hansgrohe BOH | Bora-Hansgrohe BOH       | Bora-Hansgrohe BOH |
| ------------------ | ------------------------ | ------------------ |
| Núm                | Ciclista                 | Pos                |
| 61                 | Lennard Kämna (GER)      | 69è                |
| 62                 | Erik Baška (SVK)         | DNF                |
| 63                 | Oscar Gatto (ITA)        | DNF                |
| 64                 | Lukas Pöstlberger (AUT)  | 38è                |
| 65                 | Marcus Burghardt (GER)   | 35è                |
| 66                 | Juraj Sagan (SVK) (ruta) | DNF                |
| 67                 | Ide Schelling (NED)      | 13è                |

| CCC Team CCC | CCC Team CCC                   | CCC Team CCC |
| ------------ | ------------------------------ | ------------ |
| Núm          | Ciclista                       | Pos          |
| 71           | Matteo Trentin (ITA)           | 75è          |
| 72           | Simon Geschke (GER)            | 70è          |
| 73           | Georg Zimmermann (GER)         | 57è          |
| 74           | Guillaume Van Keirsbulck (BEL) | DNF          |
| 75           | Alessandro De Marchi (ITA)     | 21è          |
| 76           | Gijs Van Hoecke (BEL)          | 97è          |
| 77           | Nathan Van Hooydonck (BEL)     | 32è          |

| Cofidis COF | Cofidis COF           | Cofidis COF |
| ----------- | --------------------- | ----------- |
| Núm         | Ciclista              | Pos         |
| 81          | Natnael Berhane (ERI) | DNF         |
| 82          | Dimitri Claeys (BEL)  | 41è         |
| 83          | Victor Lafay (FRA)    | 84è         |
| 84          | Cyril Lemoine (FRA)   | 36è         |
| 85          | Piet Allegaert (BEL)  | 108è        |
| 87          | Julien Vermote (BEL)  | 94è         |

| Ineos Grenadiers IGD | Ineos Grenadiers IGD      | Ineos Grenadiers IGD |
| -------------------- | ------------------------- | -------------------- |
| Núm                  | Ciclista                  | Pos                  |
| 91                   | Michał Kwiatkowski (POL)  | 6è                   |
| 92                   | Michał Gołaś (POL)        | DNF                  |
| 93                   | Leonardo Basso (ITA)      | 87è                  |
| 94                   | Christian Knees (GER)     | DNF                  |
| 95                   | Christopher Lawless (GBR) | DNF                  |
| 96                   | Luke Rowe (GBR)           | 73è                  |
| 97                   | Cameron Wurf (AUS)        | 79è                  |

| Israel Start-Up Nation ISN | Israel Start-Up Nation ISN | Israel Start-Up Nation ISN |
| -------------------------- | -------------------------- | -------------------------- |
| Núm                        | Ciclista                   | Pos                        |
| 101                        | Tom Van Asbroeck (BEL)     | 44è                        |
| 102                        | Omer Goldstein (ISR)       | 83è                        |
| 103                        | Hugo Hofstetter (FRA)      | DNF                        |
| 104                        | Krists Neilands (LAT)      | DNF                        |
| 105                        | Alexis Renard (FRA)        | DNF                        |
| 106                        | Patrick Schelling (SUI)    | 112è                       |
| 107                        | Guillaume Boivin (CAN)     | 78è                        |

| Mitchelton-Scott MTS | Mitchelton-Scott MTS      | Mitchelton-Scott MTS |
| -------------------- | ------------------------- | -------------------- |
| Núm                  | Ciclista                  | Pos                  |
| 111                  | Luka Mezgec (SLO)         | 16è                  |
| 112                  | Barnabás Peák (HUN)       | 77è                  |
| 113                  | Alexander Edmondson (AUS) | 111è                 |
| 114                  | Tsgabu Grmay (ETH)        | 68è                  |
| 115                  | Nick Schultz (AUS)        | 45è                  |
| 116                  | Dion Smith (NZL)          | DNF                  |
| 117                  | Robert Stannard (AUS)     | 89è                  |

| NTT Pro Cycling NTT | NTT Pro Cycling NTT               | NTT Pro Cycling NTT |
| ------------------- | --------------------------------- | ------------------- |
| Núm                 | Ciclista                          | Pos                 |
| 121                 | Enrico Gasparotto (SUI)           | DNF                 |
| 122                 | Carlos Barbero Cuesta (ESP)       | 80è                 |
| 123                 | Michael Valgren Andersen (DEN)    | 25è                 |
| 124                 | Edvald Boasson Hagen (NOR)        | 47è                 |
| 125                 | Nicholas Dlamini (RSA)            | DNF                 |
| 126                 | Reinardt Janse van Rensburg (RSA) | 55è                 |
| 127                 | Rasmus Tiller (NOR)               | 92è                 |

| Team Sunweb SUN | Team Sunweb SUN       | Team Sunweb SUN |
| --------------- | --------------------- | --------------- |
| Núm             | Ciclista              | Pos             |
| 131             | Thymen Arensman (NED) | 61è             |
| 132             | Mark Donovan (GBR)    | 72è             |

| Development Team Sunweb DSU | Development Team Sunweb DSU | Development Team Sunweb DSU |
| --------------------------- | --------------------------- | --------------------------- |
| Núm                         | Ciclista                    | Pos                         |
| 133                         | Jarno Mobach (NED)          | DNF                         |
| 134                         | Leon Heinschke (GER)        | 106è                        |

| Team Sunweb SUN | Team Sunweb SUN       | Team Sunweb SUN |
| --------------- | --------------------- | --------------- |
| Núm             | Ciclista              | Pos             |
| 135             | Martin Salmon (GER)   | DNF             |
| 136             | Michael Storer (AUS)  | 64è             |
| 137             | Ilan Van Wilder (BEL) | DNF             |

| Trek-Segafredo TFS | Trek-Segafredo TFS      | Trek-Segafredo TFS |
| ------------------ | ----------------------- | ------------------ |
| Núm                | Ciclista                | Pos                |
| 141                | Edward Theuns (BEL)     | 42è                |
| 142                | Koen de Kort (NED)      | 76è                |
| 143                | Alexander Kamp (DEN)    | DNF                |
| 144                | Juan Pedro López (ESP)  | DNF                |
| 145                | Kiel Reijnen (USA)      | DNF                |
| 146                | Mattias Skjelmose (DEN) | 46è                |
| 147                | Antonio Tiberi (ITA)    | 114è               |

| UAE Team Emirates UAD | UAE Team Emirates UAD       | UAE Team Emirates UAD |
| --------------------- | --------------------------- | --------------------- |
| Núm                   | Ciclista                    | Pos                   |
| 151                   | Alexander Kristoff (NOR)    | DNF                   |
| 152                   | Alessandro Covi (ITA)       | 9è                    |
| 153                   | Sergio Henao Montoya (COL)  | DNF                   |
| 154                   | Cristian Camilo Muñoz (COL) | DNF                   |
| 155                   | Rui Oliveira (POR)          | 26è                   |
| 156                   | Edward Ravasi (ITA)         | DNF                   |
| 157                   | Aliaksandr Rabuixenka (BLR) | 53è                   |

| Sport Vlaanderen-Baloise SVB | Sport Vlaanderen-Baloise SVB | Sport Vlaanderen-Baloise SVB |
| ---------------------------- | ---------------------------- | ---------------------------- |
| Núm                          | Ciclista                     | Pos                          |
| 161                          | Amaury Capiot (BEL)          | 30è                          |
| 162                          | Cedric Beullens (BEL)        | DNF                          |
| 163                          | Milan Menten (BEL)           | 51è                          |
| 164                          | Aaron Van Poucke (BEL)       | 85è                          |
| 165                          | Kenneth Van Rooy (BEL)       | 54è                          |
| 166                          | Thomas Sprengers (BEL)       | 96è                          |
| 167                          | Emiel Planckaert (BEL)       | DNF                          |

| Circus-Wanty Gobert CWG | Circus-Wanty Gobert CWG    | Circus-Wanty Gobert CWG |
| ----------------------- | -------------------------- | ----------------------- |
| Núm                     | Ciclista                   | Pos                     |
| 171                     | Jan Bakelants (BEL)        | 28è                     |
| 172                     | Andrea Pasqualon (ITA)     | 14è                     |
| 173                     | Boy van Poppel (NED)       | DNF                     |
| 174                     | Maurits Lammertink (NED)   | 62è                     |
| 175                     | Xandro Meurisse (BEL)      | 37è                     |
| 176                     | Pieter Vanspeybrouck (BEL) | DNF                     |
| 177                     | Wesley Kreder (NED)        | DNF                     |

| Bingoal-Wallonie Bruxelles WVA | Bingoal-Wallonie Bruxelles WVA | Bingoal-Wallonie Bruxelles WVA |
| ------------------------------ | ------------------------------ | ------------------------------ |
| Núm                            | Ciclista                       | Pos                            |
| 181                            | Jelle Vanendert (BEL)          | 22è                            |
| 182                            | Dimitri Peyskens (BEL)         | 33è                            |
| 183                            | Ludovic Robeet (BEL)           | DNF                            |
| 184                            | Laurens Huys (BEL)             | 71è                            |
| 185                            | Luc Wirtgen (LUX)              | DNF                            |
| 186                            | Sean De Bie (BEL)              | DNF                            |
| 187                            | Arjen Livyns (BEL)             | 15è                            |

| Arkéa-Samsic ARK | Arkéa-Samsic ARK        | Arkéa-Samsic ARK |
| ---------------- | ----------------------- | ---------------- |
| Núm              | Ciclista                | Pos              |
| 191              | Warren Barguil (FRA)    | 5è               |
| 192              | Thomas Boudat (FRA)     | DNF              |
| 193              | Nacer Bouhanni (FRA)    | 59è              |
| 194              | Kévin Ledanois (FRA)    | 67è              |
| 195              | Clément Russo (FRA)     | 86è              |
| 196              | Romain Hardy (FRA)      | 88è              |
| 197              | Benjamin Declercq (BEL) | 40è              |

| B&B Hotels-Vital Concept p/b KTM BVC | B&B Hotels-Vital Concept p/b KTM BVC | B&B Hotels-Vital Concept p/b KTM BVC |
| ------------------------------------ | ------------------------------------ | ------------------------------------ |
| Núm                                  | Ciclista                             | Pos                                  |
| 201                                  | Bryan Coquard (FRA)                  | 107è                                 |
| 202                                  | Frederik Backaert (BEL)              | 34è                                  |
| 203                                  | Maxime Chevalier (FRA)               | 109è                                 |
| 204                                  | Jens Debusschere (BEL)               | 101è                                 |
| 205                                  | Cyril Gautier (FRA)                  | DNF                                  |
| 206                                  | Quentin Pacher (FRA)                 | 58è                                  |
| 207                                  | Kévin Réza (FRA)                     | DNF                                  |

| Gazprom-RusVelo GAZ | Gazprom-RusVelo GAZ        | Gazprom-RusVelo GAZ |
| ------------------- | -------------------------- | ------------------- |
| Núm                 | Ciclista                   | Pos                 |
| 211                 | Denís Nekràssov (RUS)      | DNF                 |
| 212                 | Marco Canola (ITA)         | 102è                |
| 213                 | Viatxeslav Kuznetsov (RUS) | 100è                |
| 214                 | Dmitri Strakhov (RUS)      | 113è                |
| 215                 | Ivan Rovni (RUS)           | DNF                 |
| 216                 | Simone Velasco (ITA)       | 81è                 |
| 217                 | Ievgueni Xalunov (RUS)     | DNF                 |

| Team Novo Nordisk TNN | Team Novo Nordisk TNN   | Team Novo Nordisk TNN |
| --------------------- | ----------------------- | --------------------- |
| Núm                   | Ciclista                | Pos                   |
| 221                   | Sam Brand (GBR)         | DNF                   |
| 222                   | Joonas Henttala (FIN)   | DNF                   |
| 223                   | Brian Kamstra (NED)     | DNF                   |
| 224                   | Péter Kusztor (HUN)     | DNF                   |
| 225                   | David Lozano Riba (ESP) | DNF                   |
| 226                   | Andrea Peron (ITA)      | DNF                   |
| 227                   | Charles Planet (FRA)    | DNF                   |

| Riwal Securitas RIW | Riwal Securitas RIW        | Riwal Securitas RIW |
| ------------------- | -------------------------- | ------------------- |
| Núm                 | Ciclista                   | Pos                 |
| 231                 | Lucas Eriksson (SWE)       | 18è                 |
| 232                 | Kristian Aasvold (NOR)     | 82è                 |
| 233                 | August Jensen (NOR)        | 29è                 |
| 234                 | Andreas Kron (DEN)         | 24è                 |
| 235                 | James Shaw (GBR)           | 60è                 |
| 236                 | Nick van der Lijke (NED)   | 52è                 |
| 237                 | Emil Nygaard Vinjebo (DEN) | 98è                 |

| Total Direct Énergie TDE | Total Direct Énergie TDE | Total Direct Énergie TDE |
| ------------------------ | ------------------------ | ------------------------ |
| Núm                      | Ciclista                 | Pos                      |
| 241                      | Mathieu Burgaudeau (FRA) | DNF                      |
| 242                      | Jérémy Cabot (FRA)       | DNF                      |
| 243                      | Valentin Ferron (FRA)    | 93è                      |
| 244                      | Marlon Gaillard (FRA)    | 95è                      |
| 245                      | Pim Ligthart (NED)       | 63è                      |
| 246                      | Julien Simon (FRA)       | 90è                      |
| 247                      | Anthony Turgis (FRA)     | 8è                       |

| Alpecin-Fenix AFC | Alpecin-Fenix AFC                 | Alpecin-Fenix AFC |
| ----------------- | --------------------------------- | ----------------- |
| Núm               | Ciclista                          | Pos               |
| 1                 | Mathieu van der Poel (NED) (ruta) | 2n                |
| 2                 | Dries De Bondt (BEL) (ruta)       | 50è               |
| 3                 | Alexander Krieger (GER)           | 105è              |
| 4                 | Kristian Sbaragli (ITA)           | 20è               |
| 5                 | Scott Thwaites (GBR)              | DNF               |
| 6                 | Petr Vakoč (CZE)                  | 39è               |
| 7                 | Otto Vergaerde (BEL)              | DNF               |

| Deceuninck-Quick Step DQT | Deceuninck-Quick Step DQT       | Deceuninck-Quick Step DQT |
| ------------------------- | ------------------------------- | ------------------------- |
| Núm                       | Ciclista                        | Pos                       |
| 11                        | Julian Alaphilippe (FRA) (ruta) | 1r                        |
| 12                        | Andrea Bagioli (ITA)            | 7è                        |
| 13                        | Dries Devenyns (BEL)            | 10è                       |
| 14                        | Ian Garrison (USA)              | DNF                       |
| 15                        | Zdeněk Štybar (CZE)             | 74è                       |
| 16                        | Jannik Steimle (GER)            | 103è                      |
| 17                        | Mauri Vansevenant (BEL)         | 66è                       |

| Lotto-Soudal LTS | Lotto-Soudal LTS         | Lotto-Soudal LTS |
| ---------------- | ------------------------ | ---------------- |
| Núm              | Ciclista                 | Pos              |
| 21               | Tim Wellens (BEL)        | 49è              |
| 22               | Jasper De Buyst (BEL)    | 19è              |
| 23               | John Degenkolb (GER)     | 31è              |
| 24               | Stan Dewulf (BEL)        | 11è              |
| 25               | Rémy Mertz (BEL)         | DNF              |
| 26               | Tosh Van der Sande (BEL) | 48è              |
| 27               | Brent Van Moer (BEL)     | 56è              |

| AG2R La Mondiale ALM | AG2R La Mondiale ALM      | AG2R La Mondiale ALM |
| -------------------- | ------------------------- | -------------------- |
| Núm                  | Ciclista                  | Pos                  |
| 31                   | Romain Bardet (FRA)       | 27è                  |
| 32                   | Clément Champoussin (FRA) | 43è                  |
| 33                   | Clément Chevrier (FRA)    | DNF                  |
| 34                   | Benoît Cosnefroy (FRA)    | 3r                   |
| 35                   | Dorian Godon (FRA)        | 17è                  |
| 36                   | Mathias Frank (SUI)       | DNF                  |
| 37                   | Anthony Jullien (FRA)     | 104è                 |

| Astana AST | Astana AST                  | Astana AST |
| ---------- | --------------------------- | ---------- |
| Núm        | Ciclista                    | Pos        |
| 41         | Laurens De Vreese (BEL)     | DNF        |
| 43         | Danil Fominikh (KAZ)        | 99è        |
| 44         | Omar Fraile Matarranz (ESP) | 23è        |
| 45         | Ievgueni Guiditx (KAZ)      | 110è       |
| 47         | Nikita Stalnow (KAZ)        | DNF        |

| Bahrain McLaren TBM | Bahrain McLaren TBM             | Bahrain McLaren TBM |
| ------------------- | ------------------------------- | ------------------- |
| Núm                 | Ciclista                        | Pos                 |
| 51                  | Dylan Teuns (BEL)               | 12è                 |
| 52                  | Sonny Colbrelli (ITA)           | 4t                  |
| 53                  | Luka Pibernik (SLO)             | DNF                 |
| 54                  | Kevin Inkelaar (NED)            | DNF                 |
| 55                  | Stephen Williams (GBR)          | DNF                 |
| 56                  | Wout Poels (NED)                | 65è                 |
| 57                  | Santiago Buitrago Sánchez (COL) | 91è                 |

| Bora-Hansgrohe BOH | Bora-Hansgrohe BOH       | Bora-Hansgrohe BOH |
| ------------------ | ------------------------ | ------------------ |
| Núm                | Ciclista                 | Pos                |
| 61                 | Lennard Kämna (GER)      | 69è                |
| 62                 | Erik Baška (SVK)         | DNF                |
| 63                 | Oscar Gatto (ITA)        | DNF                |
| 64                 | Lukas Pöstlberger (AUT)  | 38è                |
| 65                 | Marcus Burghardt (GER)   | 35è                |
| 66                 | Juraj Sagan (SVK) (ruta) | DNF                |
| 67                 | Ide Schelling (NED)      | 13è                |

| CCC Team CCC | CCC Team CCC                   | CCC Team CCC |
| ------------ | ------------------------------ | ------------ |
| Núm          | Ciclista                       | Pos          |
| 71           | Matteo Trentin (ITA)           | 75è          |
| 72           | Simon Geschke (GER)            | 70è          |
| 73           | Georg Zimmermann (GER)         | 57è          |
| 74           | Guillaume Van Keirsbulck (BEL) | DNF          |
| 75           | Alessandro De Marchi (ITA)     | 21è          |
| 76           | Gijs Van Hoecke (BEL)          | 97è          |
| 77           | Nathan Van Hooydonck (BEL)     | 32è          |

| Cofidis COF | Cofidis COF           | Cofidis COF |
| ----------- | --------------------- | ----------- |
| Núm         | Ciclista              | Pos         |
| 81          | Natnael Berhane (ERI) | DNF         |
| 82          | Dimitri Claeys (BEL)  | 41è         |
| 83          | Victor Lafay (FRA)    | 84è         |
| 84          | Cyril Lemoine (FRA)   | 36è         |
| 85          | Piet Allegaert (BEL)  | 108è        |
| 87          | Julien Vermote (BEL)  | 94è         |

| Ineos Grenadiers IGD | Ineos Grenadiers IGD      | Ineos Grenadiers IGD |
| -------------------- | ------------------------- | -------------------- |
| Núm                  | Ciclista                  | Pos                  |
| 91                   | Michał Kwiatkowski (POL)  | 6è                   |
| 92                   | Michał Gołaś (POL)        | DNF                  |
| 93                   | Leonardo Basso (ITA)      | 87è                  |
| 94                   | Christian Knees (GER)     | DNF                  |
| 95                   | Christopher Lawless (GBR) | DNF                  |
| 96                   | Luke Rowe (GBR)           | 73è                  |
| 97                   | Cameron Wurf (AUS)        | 79è                  |

| Israel Start-Up Nation ISN | Israel Start-Up Nation ISN | Israel Start-Up Nation ISN |
| -------------------------- | -------------------------- | -------------------------- |
| Núm                        | Ciclista                   | Pos                        |
| 101                        | Tom Van Asbroeck (BEL)     | 44è                        |
| 102                        | Omer Goldstein (ISR)       | 83è                        |
| 103                        | Hugo Hofstetter (FRA)      | DNF                        |
| 104                        | Krists Neilands (LAT)      | DNF                        |
| 105                        | Alexis Renard (FRA)        | DNF                        |
| 106                        | Patrick Schelling (SUI)    | 112è                       |
| 107                        | Guillaume Boivin (CAN)     | 78è                        |

| Mitchelton-Scott MTS | Mitchelton-Scott MTS      | Mitchelton-Scott MTS |
| -------------------- | ------------------------- | -------------------- |
| Núm                  | Ciclista                  | Pos                  |
| 111                  | Luka Mezgec (SLO)         | 16è                  |
| 112                  | Barnabás Peák (HUN)       | 77è                  |
| 113                  | Alexander Edmondson (AUS) | 111è                 |
| 114                  | Tsgabu Grmay (ETH)        | 68è                  |
| 115                  | Nick Schultz (AUS)        | 45è                  |
| 116                  | Dion Smith (NZL)          | DNF                  |
| 117                  | Robert Stannard (AUS)     | 89è                  |

| NTT Pro Cycling NTT | NTT Pro Cycling NTT               | NTT Pro Cycling NTT |
| ------------------- | --------------------------------- | ------------------- |
| Núm                 | Ciclista                          | Pos                 |
| 121                 | Enrico Gasparotto (SUI)           | DNF                 |
| 122                 | Carlos Barbero Cuesta (ESP)       | 80è                 |
| 123                 | Michael Valgren Andersen (DEN)    | 25è                 |
| 124                 | Edvald Boasson Hagen (NOR)        | 47è                 |
| 125                 | Nicholas Dlamini (RSA)            | DNF                 |
| 126                 | Reinardt Janse van Rensburg (RSA) | 55è                 |
| 127                 | Rasmus Tiller (NOR)               | 92è                 |

| Team Sunweb SUN | Team Sunweb SUN       | Team Sunweb SUN |
| --------------- | --------------------- | --------------- |
| Núm             | Ciclista              | Pos             |
| 131             | Thymen Arensman (NED) | 61è             |
| 132             | Mark Donovan (GBR)    | 72è             |

| Development Team Sunweb DSU | Development Team Sunweb DSU | Development Team Sunweb DSU |
| --------------------------- | --------------------------- | --------------------------- |
| Núm                         | Ciclista                    | Pos                         |
| 133                         | Jarno Mobach (NED)          | DNF                         |
| 134                         | Leon Heinschke (GER)        | 106è                        |

| Team Sunweb SUN | Team Sunweb SUN       | Team Sunweb SUN |
| --------------- | --------------------- | --------------- |
| Núm             | Ciclista              | Pos             |
| 135             | Martin Salmon (GER)   | DNF             |
| 136             | Michael Storer (AUS)  | 64è             |
| 137             | Ilan Van Wilder (BEL) | DNF             |

| Trek-Segafredo TFS | Trek-Segafredo TFS      | Trek-Segafredo TFS |
| ------------------ | ----------------------- | ------------------ |
| Núm                | Ciclista                | Pos                |
| 141                | Edward Theuns (BEL)     | 42è                |
| 142                | Koen de Kort (NED)      | 76è                |
| 143                | Alexander Kamp (DEN)    | DNF                |
| 144                | Juan Pedro López (ESP)  | DNF                |
| 145                | Kiel Reijnen (USA)      | DNF                |
| 146                | Mattias Skjelmose (DEN) | 46è                |
| 147                | Antonio Tiberi (ITA)    | 114è               |

| UAE Team Emirates UAD | UAE Team Emirates UAD       | UAE Team Emirates UAD |
| --------------------- | --------------------------- | --------------------- |
| Núm                   | Ciclista                    | Pos                   |
| 151                   | Alexander Kristoff (NOR)    | DNF                   |
| 152                   | Alessandro Covi (ITA)       | 9è                    |
| 153                   | Sergio Henao Montoya (COL)  | DNF                   |
| 154                   | Cristian Camilo Muñoz (COL) | DNF                   |
| 155                   | Rui Oliveira (POR)          | 26è                   |
| 156                   | Edward Ravasi (ITA)         | DNF                   |
| 157                   | Aliaksandr Rabuixenka (BLR) | 53è                   |

| Sport Vlaanderen-Baloise SVB | Sport Vlaanderen-Baloise SVB | Sport Vlaanderen-Baloise SVB |
| ---------------------------- | ---------------------------- | ---------------------------- |
| Núm                          | Ciclista                     | Pos                          |
| 161                          | Amaury Capiot (BEL)          | 30è                          |
| 162                          | Cedric Beullens (BEL)        | DNF                          |
| 163                          | Milan Menten (BEL)           | 51è                          |
| 164                          | Aaron Van Poucke (BEL)       | 85è                          |
| 165                          | Kenneth Van Rooy (BEL)       | 54è                          |
| 166                          | Thomas Sprengers (BEL)       | 96è                          |
| 167                          | Emiel Planckaert (BEL)       | DNF                          |

| Circus-Wanty Gobert CWG | Circus-Wanty Gobert CWG    | Circus-Wanty Gobert CWG |
| ----------------------- | -------------------------- | ----------------------- |
| Núm                     | Ciclista                   | Pos                     |
| 171                     | Jan Bakelants (BEL)        | 28è                     |
| 172                     | Andrea Pasqualon (ITA)     | 14è                     |
| 173                     | Boy van Poppel (NED)       | DNF                     |
| 174                     | Maurits Lammertink (NED)   | 62è                     |
| 175                     | Xandro Meurisse (BEL)      | 37è                     |
| 176                     | Pieter Vanspeybrouck (BEL) | DNF                     |
| 177                     | Wesley Kreder (NED)        | DNF                     |

| Bingoal-Wallonie Bruxelles WVA | Bingoal-Wallonie Bruxelles WVA | Bingoal-Wallonie Bruxelles WVA |
| ------------------------------ | ------------------------------ | ------------------------------ |
| Núm                            | Ciclista                       | Pos                            |
| 181                            | Jelle Vanendert (BEL)          | 22è                            |
| 182                            | Dimitri Peyskens (BEL)         | 33è                            |
| 183                            | Ludovic Robeet (BEL)           | DNF                            |
| 184                            | Laurens Huys (BEL)             | 71è                            |
| 185                            | Luc Wirtgen (LUX)              | DNF                            |
| 186                            | Sean De Bie (BEL)              | DNF                            |
| 187                            | Arjen Livyns (BEL)             | 15è                            |

| Arkéa-Samsic ARK | Arkéa-Samsic ARK        | Arkéa-Samsic ARK |
| ---------------- | ----------------------- | ---------------- |
| Núm              | Ciclista                | Pos              |
| 191              | Warren Barguil (FRA)    | 5è               |
| 192              | Thomas Boudat (FRA)     | DNF              |
| 193              | Nacer Bouhanni (FRA)    | 59è              |
| 194              | Kévin Ledanois (FRA)    | 67è              |
| 195              | Clément Russo (FRA)     | 86è              |
| 196              | Romain Hardy (FRA)      | 88è              |
| 197              | Benjamin Declercq (BEL) | 40è              |

| B&B Hotels-Vital Concept p/b KTM BVC | B&B Hotels-Vital Concept p/b KTM BVC | B&B Hotels-Vital Concept p/b KTM BVC |
| ------------------------------------ | ------------------------------------ | ------------------------------------ |
| Núm                                  | Ciclista                             | Pos                                  |
| 201                                  | Bryan Coquard (FRA)                  | 107è                                 |
| 202                                  | Frederik Backaert (BEL)              | 34è                                  |
| 203                                  | Maxime Chevalier (FRA)               | 109è                                 |
| 204                                  | Jens Debusschere (BEL)               | 101è                                 |
| 205                                  | Cyril Gautier (FRA)                  | DNF                                  |
| 206                                  | Quentin Pacher (FRA)                 | 58è                                  |
| 207                                  | Kévin Réza (FRA)                     | DNF                                  |

| Gazprom-RusVelo GAZ | Gazprom-RusVelo GAZ        | Gazprom-RusVelo GAZ |
| ------------------- | -------------------------- | ------------------- |
| Núm                 | Ciclista                   | Pos                 |
| 211                 | Denís Nekràssov (RUS)      | DNF                 |
| 212                 | Marco Canola (ITA)         | 102è                |
| 213                 | Viatxeslav Kuznetsov (RUS) | 100è                |
| 214                 | Dmitri Strakhov (RUS)      | 113è                |
| 215                 | Ivan Rovni (RUS)           | DNF                 |
| 216                 | Simone Velasco (ITA)       | 81è                 |
| 217                 | Ievgueni Xalunov (RUS)     | DNF                 |

| Team Novo Nordisk TNN | Team Novo Nordisk TNN   | Team Novo Nordisk TNN |
| --------------------- | ----------------------- | --------------------- |
| Núm                   | Ciclista                | Pos                   |
| 221                   | Sam Brand (GBR)         | DNF                   |
| 222                   | Joonas Henttala (FIN)   | DNF                   |
| 223                   | Brian Kamstra (NED)     | DNF                   |
| 224                   | Péter Kusztor (HUN)     | DNF                   |
| 225                   | David Lozano Riba (ESP) | DNF                   |
| 226                   | Andrea Peron (ITA)      | DNF                   |
| 227                   | Charles Planet (FRA)    | DNF                   |

| Riwal Securitas RIW | Riwal Securitas RIW        | Riwal Securitas RIW |
| ------------------- | -------------------------- | ------------------- |
| Núm                 | Ciclista                   | Pos                 |
| 231                 | Lucas Eriksson (SWE)       | 18è                 |
| 232                 | Kristian Aasvold (NOR)     | 82è                 |
| 233                 | August Jensen (NOR)        | 29è                 |
| 234                 | Andreas Kron (DEN)         | 24è                 |
| 235                 | James Shaw (GBR)           | 60è                 |
| 236                 | Nick van der Lijke (NED)   | 52è                 |
| 237                 | Emil Nygaard Vinjebo (DEN) | 98è                 |

| Total Direct Énergie TDE | Total Direct Énergie TDE | Total Direct Énergie TDE |
| ------------------------ | ------------------------ | ------------------------ |
| Núm                      | Ciclista                 | Pos                      |
| 241                      | Mathieu Burgaudeau (FRA) | DNF                      |
| 242                      | Jérémy Cabot (FRA)       | DNF                      |
| 243                      | Valentin Ferron (FRA)    | 93è                      |
| 244                      | Marlon Gaillard (FRA)    | 95è                      |
| 245                      | Pim Ligthart (NED)       | 63è                      |
| 246                      | Julien Simon (FRA)       | 90è                      |
| 247                      | Anthony Turgis (FRA)     | 8è                       |